# Ishtar Yasin Gutiérrez
Ishtar Yasin Gutiérrez (nascuda com Ishtar Yasseen Gutierrez, Moscou, 15 de juny de 1968) és una directora i guionista de cinema costa-riquenys d'origen iraquià i xilena.

## Biografia
Nascuda a Moscou, És filla de pare iraquià i mare xilena-costa-riquenya. neta del reconegut escriptor costa-riqueny Joaquín Gutiérrez, filla del director teatral i actor iraquià Mohsen Yasin i de la ballarina i coreògrafa xilena costa-riquenya Elena Gutiérrez, la vida de Ishtar Yasin va estar sempre marcada per l'activitat artística. Així, des de la seva adolescència va conrear la passió per la creació escènica, estudiant l'especialitat de teatre en el Conservatori Castella a Costa Rica, on es  va establir amb part de la seva família arran del cop d'estat de 1973 a Xile.
Tornaria a Moscou el 1985 on cinc anys després obtindria un Mestratge en Arts de l'Institut Estatal de Cinema de Moscou (VGIK) amb especialització en tècniques actorals per a cinema i teatre. A més va obtenir una residència en el Centre d'Escriptura Cinematogràfica del Theatre du Moulin d'Andé, a Normandia, França. Rep el premi Puixkin a Moscou en 1986 i en 1990 protagonitza el llargmetratge “Luna llena” a Kazakhstan.
En 1992, funda el Teatre Ámbar on es desenvolupa com a dramaturga, directora i actriu. Obté el premi nacional de teatre a Costa Rica per l'obra “Agonice con elegancia”. En 1998 crea Producciones Astarté on es desenvolupa com a guionista, productora i directora.
El 2008 estrena “El camino” un llargmetratge sobre la migració a Amèrica Llatina, va ser un èxit a Costa Rica, Nicaragua i França. Va ser presentada al Festival Internacional de Cinema de Berlín, ha estat presentada a més de 40 països de tot el món, i ha rebut més de 15 premis internacionals entre ells el Premi Especial del Jurat del Festival Internacional de Cinema de Friburg a Suïssa; el Premi FIPRESCI del Festival Internacional de Cinema a Guadalajara; i el Premi Rail D'Oc del Festival de Cinema Llatinoamericà de Tolosa de Llenguadoc.

## Filmografia
- 1999 Florencia de los ríos hondos y los tiburones grandes  (curtmetratge)
- 2004 Te Recuerdo Como Eras (curtmetratge)
- 2005 La Mesa Feliz (migmetratge)
- 2008 El camino (llargmetratge)
- 2010 Les invisibles  (migmetratge)
- 2012  Cadáver exquisito (curtmetratge)
- 2014 Apocalipsis de nuestro tiempo (migmetratge)
- 2018 Dos Fridas (llargmetratge)[4]